# マウントホープ (アラバマ州ローレンス郡)
マウントホープは、アメリカ合衆国アラバマ州ローレンス郡にある法人化されていないコミュニティです。 郵便番号は35651。 

## 人口統計
マウントホープは、1880年の米国国勢調査に、94人の居住者からなる法人化されていないコミュニティとして登場しました。 国勢調査ロールに登場したのはこれだけでした。

## 1985年学校火災
1985年、マウントホープ高校は全焼し、生徒たちは学校が無力に全焼するのを見るようになりました。 ほとんどの生徒は、真夜中の暗闇の中で学校が全焼するのを見るために、睡眠から目覚めました。 近くのハットンスクールシステムとサープタウンスクールシステムのために悪化している現在のマウントホープスクールでクラスが一時的に開催されました。 高校は決して再建されませんでした。

## 著名人
マウントホープは、1904年から1905年までアラバマ州知事を務めたラッセルマックホーターカニンガム発祥の地でした。 

## ノート
1. 1 2  "Mount Hope, Lawrence County, Alabama". Geographic Names Information System. U.S. Geological Survey. {{cite web}}: Cite webテンプレートでは|access-date=引数が必須です。 (説明)
2. ↑  United States Postal Service (2012年). “USPS - Look Up a ZIP Code”. 2012年2月15日閲覧。
3. ↑  “U.S. Decennial Census”.   Census.gov. 2013年6月6日閲覧。
4. ↑  “Russell Cunningham”.   Alabama Department of Archives and History (2009年8月4日). 2013年8月28日閲覧。